# La flauta dels sis barrufets
La Flauta dels sis barrufets (originalment La Flûte a six trous, posteriorment reeditada com La Flûte a six schtroumpfs) és la novena història llarga de la sèrie Jan i Trencapins de Peyo, setzena en total. Va ser publicada per primera vegada en el s números 1.047 al 1.086 de la revista Spirou. A continuació va ser publicada en forma d'àlbum l'any 1960. A aquesta història van aparèixer per primera vegada els barrufets.

## Sinopsi
A través d'un mercader, Trencapins es procura una flauta màgica de 6 forats. Tothom que sent la música d'aquesta flauta es posa a ballar sense voler-ho, i si la sent molt de temps acaba per desmaiar-se. Mateu de Bugarac s'adona dels diners que podria guanyar amb la flauta i tracta d'apoderar-se d'ella. Havent guanyat la confiança de Trencapins, arriba a robar-li la flauta. Amb un cavall sord, viatja a través del país, fent ballar i desmaiar-se a la gent rica per poder robar-les. Jan i Trencapins tracten de prendre-li la flauta, però s'adonen que no hi arribaran sense ajuda. Consulten Sapastrus (Homnibus a l'original) (el mag al que van conèixer a La Pedra de Lluna), que els aconsella d'anar a trobar als fabricants d'aquests instruments, els barrufets. Utilitza la seva màgia per enviar-los al País Maleït on hi viuen aquests barrufets. Allà, són rebuts pel Gran Barrufet, que pensa poder ajudar-los procurant-los una flauta nova els Barrufets hi treballen dia i nit i després d'alguns dies, l'instrument és a punt.
Durant aquest temps, Bugarac ha elaborat un pla amb un vell conegut seu, el senyor de la Mortalla: tots dos volen utilitzar els diners robats per crear un exèrcit. Els barrufets segueixen a Bugarac per un temps, però el perden de vista. Jan llavors fa creure al senyor de la Mortalla que Bugarac necessita la seva ajuda i aquest els condueix fins al seu còmplice. Quan es troben, Trencapins s'enfronta a Bugarac, cadascú amb la seva flauta tractant que sigui l'altre qui es desmaiarà. És finalment Trencapins qui guanya propiciant la captura dels dos malvats. Els barrufets recuperen les dues flautes, tot i que Trencapins prova de guardar-se'n una.

## Edició en català
Va ser publicat als números 85 a 99 de la revista Cavall Fort (1966-1967). L'Editorial Base el va reeditar l'any 2012 com número 9 de la seva col·lecció "Jan i Trencapins".

## Adaptació
La història va ser adaptada en pel·lícula d'animació pels estudis Belvision amb el títol La flauta dels sis barrufets, estrenada a Bélgica i Suïssa el 24 de desembre de 1975 i a l'Alemanya Occidental el 7 d'octubre de 1976. Ha estat doblada al català amb el mateix títol que aquesta història el març de 1980. La traducció va ser possible gràcies als esforços conjunts de Cavall Fort, Drac Màgic i Rialles.
Un àlbum de la pel·lícula es va publicar l'any 1975 amb textos de Yvan Delporte, dibuixos de Peyo, François Walthéry i Pierre Seron i coberta d'André Franquin. Aquest àlbum va ser publicat en català per Diafora l'any 1981.